# Edmund Gwenn
Edmund Gwenn (Londres, 26 de septiembre de 1877-Los Ángeles, 6 de septiembre de 1959) fue un actor teatral y cinematográfico británico.

## Inicios
Su verdadero nombre era Edmund Kellaway, y nació en Londres, Inglaterra (algunas fuentes indican que nació en el Vale of Glamorgan, pero esto es incorrecto; sin embargo, investigaciones recientes sugieren que sus padres eran de origen galés). Su primo Cecil Kellaway y su hermano Arthur Chesney fueron también actores. Gwenn estudió en la St. Olave's School y posteriormente en el King's College de Londres, empezando su carrera teatral en 1895. El dramaturgo George Bernard Shaw quedó impresionado viéndole actuar, motivo por el cual lo escogió para intervenir en la primera producción de Hombre y superhombre y, posteriormente, en otras cinco de sus obras. La carrera de Gwenn se vio interrumpida por su servicio militar durante la Primera Guerra Mundial pero, al finalizar la contienda, pudo trabajar rodando películas en Londres. 

## Carrera
Gwenn actuó en más de ochenta filmes a lo largo de su carrera, incluyendo la versión de 1940 de Pride and Prejudice (Más fuerte que el orgullo), Cheers for Miss Bishop, Of Human Bondage y Las llaves del reino. Gwenn es quizás mejor recordado por su papel como Santa Claus en Miracle on 34th Street, actuación que le valió el Oscar al mejor actor de reparto. Posteriormente fue nominado de nuevo al mismo Oscar por su actuación en Mister 880 (1950). Hacia el final de su carrera interpretó uno de los primeros papeles en la película de Alfred Hitchcock The Trouble with Harry (1955). Antes había trabajado con el mismo director interpretando a un asesino en el film de 1940 Foreign Correspondent.
En 1954 Gwenn encarnó al Dr. Harold Medford en el clásico de ciencia ficción Them!, con James Arness y James Whitmore. Su último trabajo en el cine fue de protagonista en la producción española dirigida por Berlanga, Calabuch.
Como actor teatral, en 1942 intervino en Broadway en la obra de Chéjov Las tres hermanas, también interpretada por Judith Anderson, Ruth Gordon y Katherine Cornell, además de producida por esta última. " Archivado el 14 de octubre de 2010 en Wayback Machine.

## Fallecimiento
Edmund Gwenn falleció en 1959 en Woodland Hills (Los Ángeles), California, a causa de una neumonía acaecida tras sufrir un ictus. Sus restos fueron incinerados, conservándose sus cenizas en un panteón en el Crematorio Chapel of the Pines de Los Ángeles, California. Sus cenizas estuvieron extraviadas en las bóvedas privadas por décadas, hasta que fueron encontradas por voluntarios que ayudaban a la categorización de las bóvedas para la digitalización de sus archivos. 
Edmund Gwenn recibió una estrella en el Paseo de la Fama de Hollywood, en el 1751 de Vine Street, por su contribución al cine.

## Filmografía seleccionada
| - The Real Thing at Last (1916) - The Skin Game (1921) - How He Lied to Her Husband (1931) - The Skin Game (1931) - Love on Wheels (Amor sobre ruedas) (1932) - Friday the Thirteenth (1933) - The Good Companions (Compañeros de fatiga) (1933) - I Was a Spy (Yo he sido espía) (1933) - Channel Crossing (1933) - Waltzes from Vienna (Valses de Viena) (1934) - Sylvia Scarlett (1935) - The Walking Dead (Los muertos andan) (1936) - Anthony Adverse (El caballero Adverse) (1936) - South Riding (1938) - A Yank at Oxford (Un yanqui en Oxford) (1938) - Pride and Prejudice (Más fuerte que el orgullo) (1940) - The Earl of Chicago (1940) - Foreign Correspondent (Enviado especial) (1940) - Cheers for Miss Bishop (Dueña de su destino) (1941) - Scotland Yard (1941) - The Devil and Miss Jones (El diablo burlado) (1941) - A Yank at Eton (1942) | - Lassie Come Home (La cadena invisible, 1943) - Between Two Worlds (Entre dos mundos) (1944) - The Keys of the Kingdom (1944) - Of Human Bondage (1946) - Undercurrent (1946) - Miracle on 34th Street (1947) - Life with Father (Vivir con papá) (1947) - Green Dolphin Street (La calle del delfín verde) (1947) - Apartment for Peggy (1948) - Hills of Home (1948) - Challenge to Lassie (1949) - Louisa (1950) - Mister 880 (1950) - Peking Express (1951) - Bonzo Goes to College (1952) - Les Misérables (1952) - El bígamo (1953) - The Student Prince (El príncipe estudiante) (1954) - Them! (1954) - The Trouble with Harry (1955) - Calabuch (1956) |

## Premios y distinciones
Premios Óscar
| Año  | Categoría              | Película                   | Resultado |
| ---- | ---------------------- | -------------------------- | --------- |
| 1948 | Mejor actor de reparto | De ilusión también se vive | Ganador   |
| 1951 | Mejor actor de reparto | El caso 880                | Nominado  |

Su último papel cinematográfico, en la película española Calabuch, le valió la Medalla del CEC al mejor actor extranjero en película española.